# Mario Vilella Martínez
Mario Vilella Martínez   (Elx, 3 de juliol de 1995) és un tennista professional valencià. Va començar a jugar al tennis gràcies al seu pare que des de molt petit li va ensenyar a utilitzar la raqueta, solien baixar a entrenar prop de la seva casa els caps de setmana.
Fou becat en el Club Internacional d'Alt Rendiment JCFerreroEquelite de Juan Carlos Ferrero. També forma part del Club de Tennis Murcia.
Per seguir sumant victòries i estar a punt per als propers ATP Challenger Series, va començar la temporada entrenant amb Jesús Hidalgo Sánchez al centre d'alt rendiment Universitat Miguel Hernández on seguia un entrenament específic, després de la temporada de preparació continuaria amb el seu entrenament en JCFerreroEquelite. En el seu primer any Challenger va ser campió absolut del Prague Challenger 80 i es va classificar per al Gran eslam US OPEN guanyant els dos primers partits classificatoris, vencent al nord-americà Núm. 64 (Taro Daniel).
Mario es dedica a temps complet, tenint una rigorosa alimentació i preparació física.

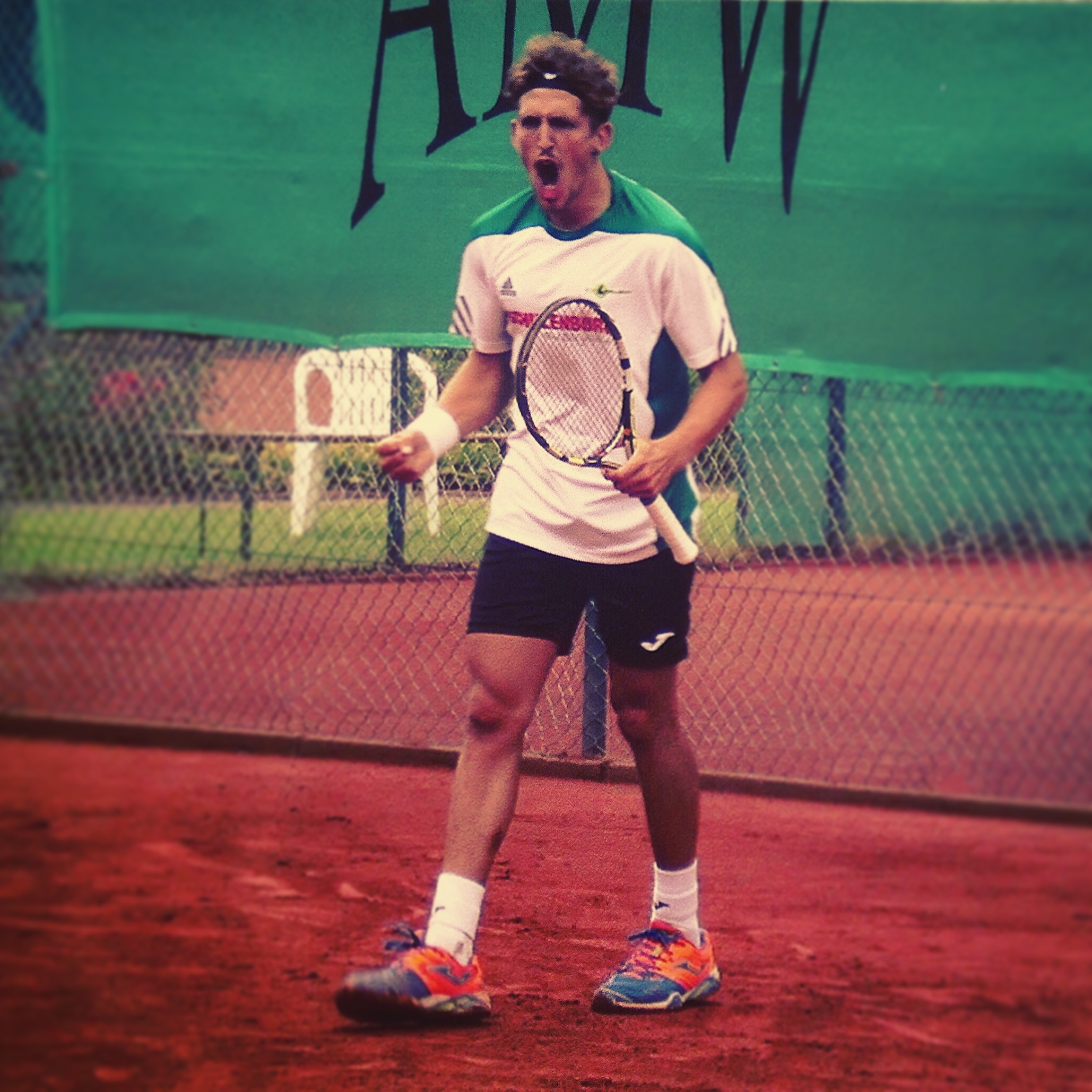
Mario al moment que anotava un punt decisiu.

Actualment el material esportiu és subministrat per Joma i Head.
Mario va derrotar a Nicolas Almagro en el seu últim partit com a tennista professional en l'I Challenger Open Muria 2019, sent un honor haver jugat amb el jugador que va arribar a estar en el Top 10.

## Carrera
El seu millor rànquing individual és el núm. 170 aconseguit el 31 d'agost de 2020, i en dobles és el núm. 286 aconseguit el 23 de novembre de 2020.
Títols individuals (9)
2019- Prague Challenger 80 (CL) Campió absolut.
2018- ITF Àustria F1 (AUT)
- ITF Madrid F9 (ESP)
2017- ITF Egypt F38 (EGY)
- ITF Kazakhstan F3 (KAZ)
2016- ITF Melilla F34 (ESP)
- ITF Algeria F2 (ALG)
2015- ITF Algeria F1 (ALG)
- ITF Tunisia F3 (TUN)
- ITF Tunisia F1 (TUN)
Finalista individual (10)
2018- ITF Germany F7 (GER)
- Challenger Samarkand (UZB)
2017- ITF Egypt F37 (EGY)
- ITF Egypt F36 (EGY)
- ITF Turkey F22 (TUR)
- ITF Kazakhstan F5 (KAZ)
- ITF Paguera F4 (ESP)
2016 - ITF Melilla F34 (ESP) - ITF Algeria F2 (ALG)
2015 - ITF Algeria F1 (ALG)- ITF Tunisia F3 (TUN)- ITF Tunisia F1 (TUN)
Finalista individual (3)

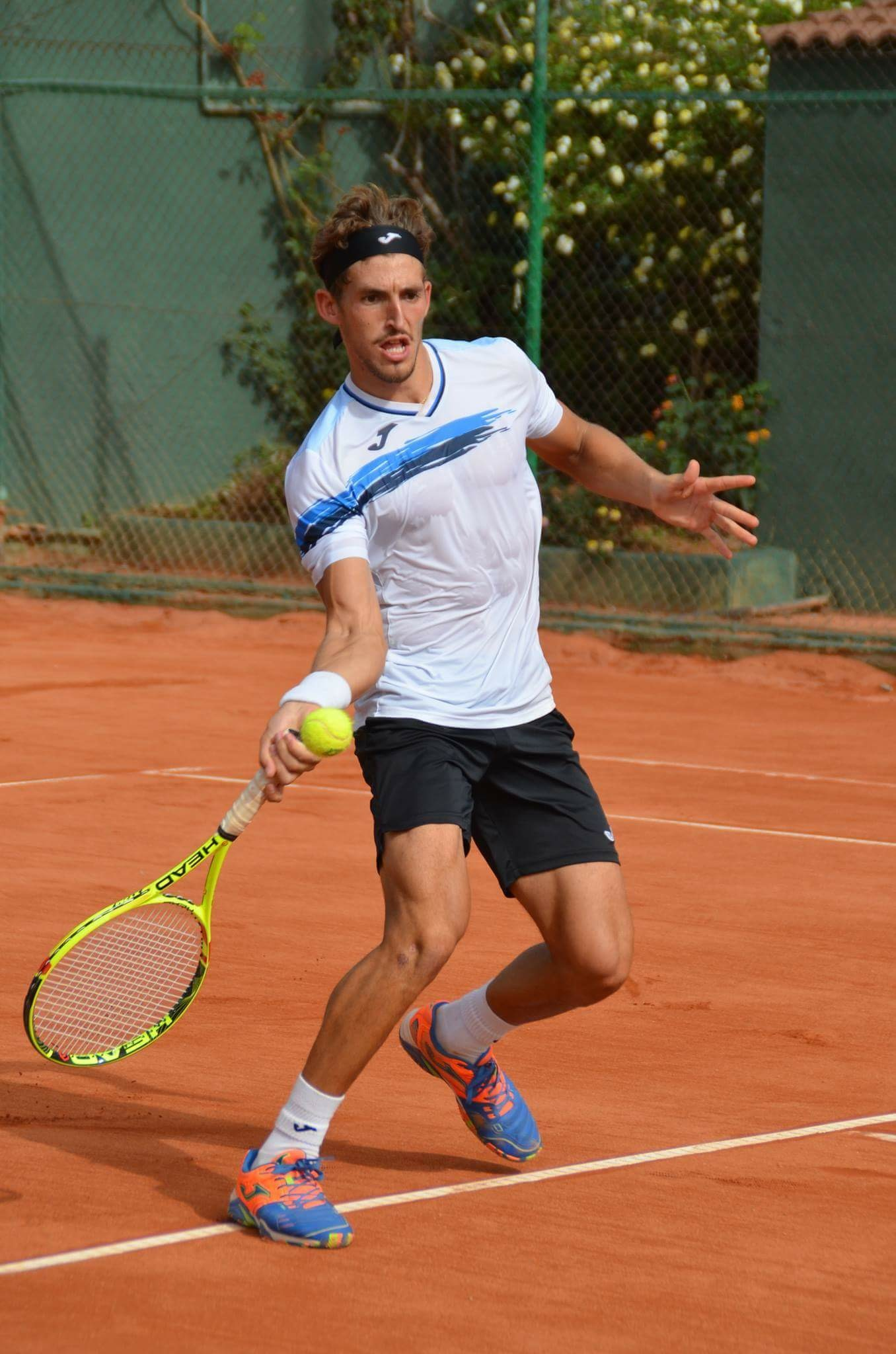
Mario copejant la bola

2016- ITF Huelva F16 (ESP) / ITF Morocco F1 (MAR)
2015- ITF Romania F14 (ROU)
Títols dobles (2)
2016- ITF Almanzora F38 (ESP) (amb David Vega) / ITF Almanzora F37 (ESP) (amb Jaume Pla)
Finalista dobles (3)
2016- ITF Melilla F24 (ESP) (amb Albert Alcaraz)- ITF Martos F17 (ESP) (amb Jaume Pla)
2015- ITF Denia F22 (ESP) (amb I Russi)
Títols Junior
2012- Campió València Absolut/ Campió València S18
2011- Finalista Marca Múrcia
2010- Finalista en Marca Zaragoza / Campió en Marca Madrid-Rozas / Finalista en Marca València
2009- Finalista Calvia Open S14 (ESP) / Finalista dobles Calvià Open S14 (ESP) (amb Jose Vicente Monsonis) / Finalista dobleguis Babolat Cup Nacional (amb Fernando Sala)
2007- Subcampió Espanya dobles S12 (amb Aitor Sanz)